# Francisco Ulloa

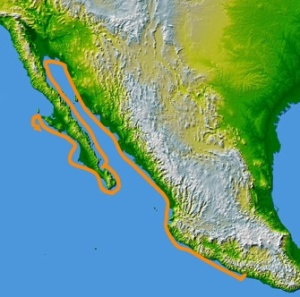
Trasa podróży Francisco Ulloa

Francisco Ulloa (ur.?, zm. 1540) – hiszpański podróżnik.
W 1535 roku 8 czerwca Francisco Ulloa na trzech karawelach wyruszył na poszukiwanie siedmiu miast Ciboli. Jeden ze statków został uszkodzony podczas sztormu. Pozostałe statki 28 września dopłynęły do Zatoki Kalifornijskiej i odkryły rzekę Kolorado. Ulloa zbadał ujście rzeki na szalupach. Następnie dopłyną do cyplu St. Lucas i pożeglował wzdłuż brzegu półwyspu. W 1540 roku osiągnął wyspę Cedros gdzie musiał z powodu przeciwnych wiatrów pozostać cztery miesiące. Po zmianie pogody Ulloa popłyną dalej i osiągną szerokość dzisiejszego miasta San Diego co tym samym udowodnił, iż wyspa Vera Cruz jest półwyspem.
W 1540 roku Francisco Ulloa powrócił do Acapulco.